# Patrick Faber (polityk)
Patrick Faber (ur. 21 marca 1978 w Belize City) – belizeński polityk, członek Zjednoczonej Partii Demokratycznej, poseł z okręgu Collet oraz minister edukacji, młodzieży i sportu Belize.

## Życiorys
Studiował w Stanach Zjednoczonych na Valdosta State University w Valdosta (Georgia) oraz na Oklahoma State University w Stillwater
Pracował jako nauczyciel.
Związał się ze Zjednoczoną Partią Demokratyczną i z jej ramienia kandydował do parlamentu.
W wyborach w 2003 został posłem do parlamentu z okręgu Collet (znajdującego się w Belize City). 7 lutego 2008 wygrał wybory parlamentarne w okręgu zdobywając 1596 głosów. Został członkiem Izby Reprezentantów, w po pokonaniu Carolyn Trench-Sandiford z PUP stosunkiem głosów: 57.29% do 39,05%
14 lutego premier Dean Barrow powołał go do swojego rządu na stanowisko ministra edukacji, młodzieży i sportu Belize. W kolejnych wyborach 7 marca 2012 po raz trzeci został członkiem Izby Reprezentantów z okręgu, w którym ponownie pokonał przedstawicielkę PUP: Carolyn Trench-Sandiford, zdobywając 1949 głosów (stosunek głosów: 63,99% do 34,8%)
Pięć dni później premier Dean Barrow ponownie powołał go do swojego rządu na stanowisko  ministra edukacji.

## Życie prywatne
Żonaty z Krishną Gillett Faber, mają dwóch synów: Krischnana Patricka Jasona oraz Patricka Jasona juniora.